# Bavette

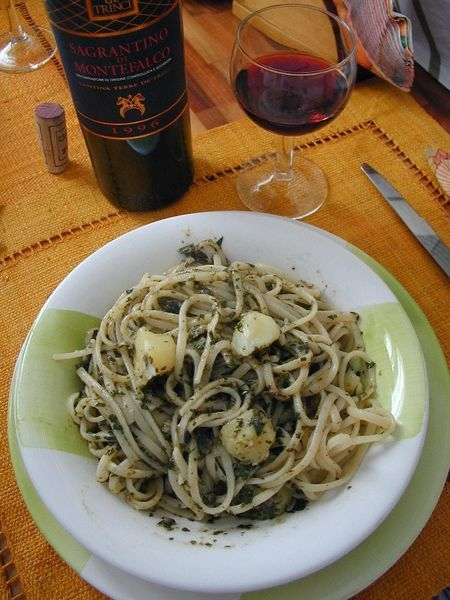
Bavette al pesto.

Se llama bavette (singular bavetta), o también trenette o linguine, a un tipo de pasta de la familia de los fideos, utilizada tradicionalmente en las cocinas de Génova y Liguria. Las bavette son, como los espaguetis, largos tallos de pasta, pero los espaguetis son de sección circular mientras que las bavette son de sección rectangular y ligeramente convexa, de una manera más parecida a los linguine. 

## Modo tradicional de preparación
Las bavette se preparan tradicionalmente al pesto, o acompañadas con verdura y pescado.

## En francés
Bavette es una palabra italiana expresada en plural (y en la que todas las vocales se pronuncian), pero por un fenómeno de homonimia es también una palabra francesa en singular (una bavette, en la que la «e» final no se pronuncia). En francés una bavette es un corte de carne de vacuno que en español se traduce como «redondo» o «babilla» (como en el «redondo de ternera», por ejemplo).